# Challenge-Cup 1903-1904
Per il secondo anno di fila, la Challenge-Cup, alla settima edizione, terminò senza un vero e proprio atto conclusivo e, de facto, la seconda classificata fu la perdente della finale austriaca, ovvero il Vienna Cricketer. I nero-blu vennero sconfitti dal Wiener AC, alla terza affermazione, la quale avrebbe permesso loro di tenersi il trofeo, come da statuto. Ma prima dello svolgimento della partita entrambe le società si trovavano con due vittorie in bacheca e rinunciarono formalmente a detenere la Coppa in caso di successo. Dopo tale incontro si sarebbe dovuto svolgere a Vienna il torneo interzonale decisivo, tuttavia le squadre di Praga e Budapest non si presentarono, probabilmente a causa di uno scisma nell'organizzazione che avrebbe portato il 18 marzo 1904 alla nascita della Federazione calcistica dell'Austria.

## Risultati
Di seguito i risultati e gli avvenimenti della competizione.

### Sezione austriaca

#### Primo turno
| Vienna 15 novembre 1903 | Graphia SK | 10 – 1 | Badener SC |  |

| Vienna 13 marzo 1904 | Viktoria Vienna | 2 – 4 | Viehofen |  |

#### Semifinali
| Vienna 3 aprile 1904 | Wiener AC | 5 – 1 | Graphia SK |  |

| Vienna 3 aprile 1904 | Vienna Cricketer | 10 – 0 | Viehofen |  |

#### Finale
| Vienna 10 aprile 1904 | Wiener AC | 7 – 0 | Vienna Cricketer |  |

### Sezione boema

#### Finale
| Praga 10 aprile 1904 | ČAFC Vinohrady | 4 – 4 | Sparta |  |

##### Replay
| Praga 24 aprile 1904 | ČAFC Vinohrady | 0 – 4 | Sparta |  |

### Sezione ungherese
L'unica squadra partecipante fu il Budai 33 FC, che pertanto poté accedere direttamente alle finali interzonali.

### Torneo finale
Secondo il programma della competizione stilato il 1º novembre 1903, a questo punto sarebbe dovuta andare in scena la fase conclusiva della Coppa. In realtà, forse a causa della nascita della Federazione calcistica austriaca, non si disputò alcun match. Né lo Sparta Praga, né il Budai 33 FC presero parte alle finali e il 18 giugno 1904 i giocatori del Wiener AC alzarono il trofeo.